# フェリー・エイド
フェリー・エイド（Ferry Aid）は、1987年にフェリー「ヘラルド・オブ・フリーエンタープライズ」がベルギーの港近くで転覆し、約200名の死者を出した大惨事の被害を救済するため、イギリスやアメリカ合衆国の著名なミュージシャンが集まったプロジェクト。チャリティーソングとして同年にビートルズの「レット・イット・ビー」をリリースした。

## メンバー
- ポール・マッカートニー
- ボーイ・ジョージ
- マーク・キング
- マーク・ノップラー
- メル&キム
- ゲイリー・ムーア

他